# 嗜蟲樸麗魚
嗜蟲樸麗魚，為輻鰭魚綱鱸形目隆頭魚亞目慈鯛科的其中一種，分布於非洲維多利亞湖流域，體長可達12.4公分，棲息在陡峭岩石的水域，以昆蟲幼蟲、小魚、浮游生物等為食，生活習性不明。

## 擴展閱讀
維基物種上的相關：嗜蟲樸麗魚